# 乔治·翁斯洛
安德烈·乔治·路易·翁斯洛（法語：André George Louis Onslow；1784年7月27日—1853年10月3日），英裔法国作曲家。其父亲是一位英国贵族，母亲是法国人。少年时在伦敦从克拉默学钢琴，在巴黎从雷哈学作曲，后回到故乡定居并从事创作，1842年接替凯鲁比尼任法兰西学院院士。翁斯洛的作品很多，受维也纳古典乐派的影响较大。其室内乐在当时声誉极高，被誉为可以和莫扎特与贝多芬相媲美的作品，他本人也被誉为“法国的贝多芬”。但后来他的音乐长时期被埋没，直到最近才被重新发掘。

## 轶事
- 翁斯洛曾经因打猎事故而受伤并卧床治疗相当长的时间，这在他的一首名为“子弹”的弦乐五重奏里有生动的体现。[1]

## 外部連結
- 乔治·翁斯洛的免费乐谱，由国际乐谱典藏计划提供